# Гниляне (окръг)
Гнилянски окръг се намира в източната част на Косово с площ 1126 кв. км. Административен център на окръга е град Гниляне. В състава му влизат 3 общини. Населението на Гнилянски окръг е 252 800 души към 2008 година.

## Общини
- Гниляне
- Витиня
- Косовска Каменица
- Клокот – нова община, образувана след 2008 г.
- Партеш – нова община, образувана след 2008 г.
- Ранилуг – нова община, образувана след 2008 г.